# Ronde van Italië 2024/Twaalfde etappe
De twaalfde etappe van de Ronde van Italië 2024 vond plaats op 16 mei. Deze etappe werd gewonnen door Julian Alaphilippe die hiermee de trilogie van etappes in Grote Rondes volbracht.
In de klassementen hebben verder geen noemenswaardige veranderingen plaatsgevonden.

## Uitslagen
| Martinsicuro - Fano 190 km |                    |                           |          |
| Plaats                     | Naam               | Ploeg                     | tijd     |
| Winnaar                    | Julian Alaphilippe | Soudal Quick-Step         | 4u07'44" |
| 2                          | Jhonatan Narváez   | INEOS Grenadiers          | + 31"    |
| 3                          | Quinten Hermans    | Alpecin-Deceuninck        | + 32"    |
| 4                          | Michael Valgren    | EF Education-EasyPost     | + 43"    |
| 5                          | Christian Scaroni  | Astana Qazaqstan Team     | z.t.     |
| 6                          | Matteo Trentin     | Tudor Pro Cycling Team    | + 1'30"  |
| 7                          | Simon Clarke       | Israel-Premier Tech       | z.t.     |
| 8                          | Gijs Leemreize     | Team dsm-firmenich PostNL | z.t.     |
| 9                          | Mirco Maestri      | Team Polti Kometa         | z.t.     |
| 10                         | Benjamin Thomas    | Cofidis                   | z.t.     |

| Algemeen klassement |                        |                                 |           |
| Plaats              | Naam                   | Ploeg                           | Tijd      |
| Roze trui           | Tadej Pogačar          | UAE Team Emirates               | 45u22'35" |
| 2                   | Daniel Felipe Martínez | BORA-hansgrohe                  | + 2'40"   |
| 3                   | Geraint Thomas         | INEOS Grenadiers                | + 2'56"   |
| 4                   | Ben O'Connor           | Decathlon AG2R La Mondiale Team | + 3'39"   |
| 5                   | Antonio Tiberi         | Bahrain-Victorious              | + 4'27"   |
| 6                   | Romain Bardet          | Team dsm-firmenich PostNL       | + 4'57"   |
| 7                   | Lorenzo Fortunato      | Astana Qazaqstan Team           | + 5'19"   |
| 8                   | Filippo Zana           | Team Jayco AlUla                | + 5'23"   |
| 9                   | Einer Rubio            | Movistar Team                   | + 5'28"   |
| 10                  | Thymen Arensman        | INEOS Grenadiers                | + 5'52"   |
|                     |                        |                                 |           |
| 28                  | Mauri Vansevenant      | Soudal Quick-Step               | + 30'21"  |

### Opgaven
Enkel de Nederlandse sprinter Fabio Jakobsen startte deze etappe niet. Jakobsen kwam in de sprint van de vorige etappe ten val, hiertoe voelde hij zich vanwege zijn verwondingen en pijn gedwongen om deze etappe niet meer te starten.
1e etappe ·
2e etappe ·
3e etappe ·
4e etappe ·
5e etappe ·
6e etappe ·
7e etappe ·
8e etappe ·
9e etappe ·
10e etappe ·
11e etappe ·
12e etappe ·
13e etappe ·
14e etappe ·
15e etappe ·
16e etappe ·
17e etappe ·
18e etappe ·
19e etappe ·
20e etappe ·
21e etappe
Startlijst · Eindstanden · Afbeeldingen